# Music for Men
Albums de Gossip
Standing in the Way of Control A Joyful Noise
Music for Men est un album du groupe américain Gossip, sorti en juin 2009. Il s'agit du quatrième album du groupe enregistré en studio.

## Liste des pistes
1. Dimestore Diamond — 3 min 16 s
2. Heavy Cross — 4 min 02 s
3. 8th Wonder — 3 min 16 s
4. Love Long Distance — 4 min 24 s
5. Pop Goes the World — 3 min 23 s
6. Vertical Rhythm — 3 min 48 s
7. Men In Love — 3 min 40 s
8. For Keeps — 4 min 05 s
9. 2012 — 3 min 48 s
10. Love And Let Love — 3 min 31 s
11. Four Letter Word — 3 min 48 s
12. Spare Me From The Mold — 2 min 28 s

L'édition « Deluxe » comporte deux pistes supplémentaires : 
1. Pop Goes the World (James Ford version)
2. Heavy Cross (Fred Falke remix)

Une nouvelle édition américaine de l'album, sortie le 6 octobre 2009, comporte une piste supplémentaire :
- The Breakdown

## Musiciens
- Beth Ditto : vocaux, piano et synthétiseur
- Brace Paine : guitare, basse
- Hannah Blilie : percussions, « percussion vocale »
- Rick Rubin : séquenceur, synthétiseur